# Plaza de la Resolana
La plaza de la Resolana es un espacio público de la ciudad española de Segovia.

## Descripción
La plaza tiene acceso por la calle de la Escalinata y por la de los Gascos. Aparece descrita en Las calles de Segovia (1918) de Mariano Sáez y Romero con las siguientes palabras:

Resolana (Plazuela de la).—Pequeño espacio a la salida de la calle de este nombre y encima de una pequeña cuesta de la calle de Gascos. Su nombre es debido, sin duda, a ser un sitio expuesto al sol, donde cómodamente se toma, y de aquí por tradición debió llamarse así anteriormente hasta que la denominación se convirtió en oficial.
(Sáez y Romero, 1918b, p. 146)

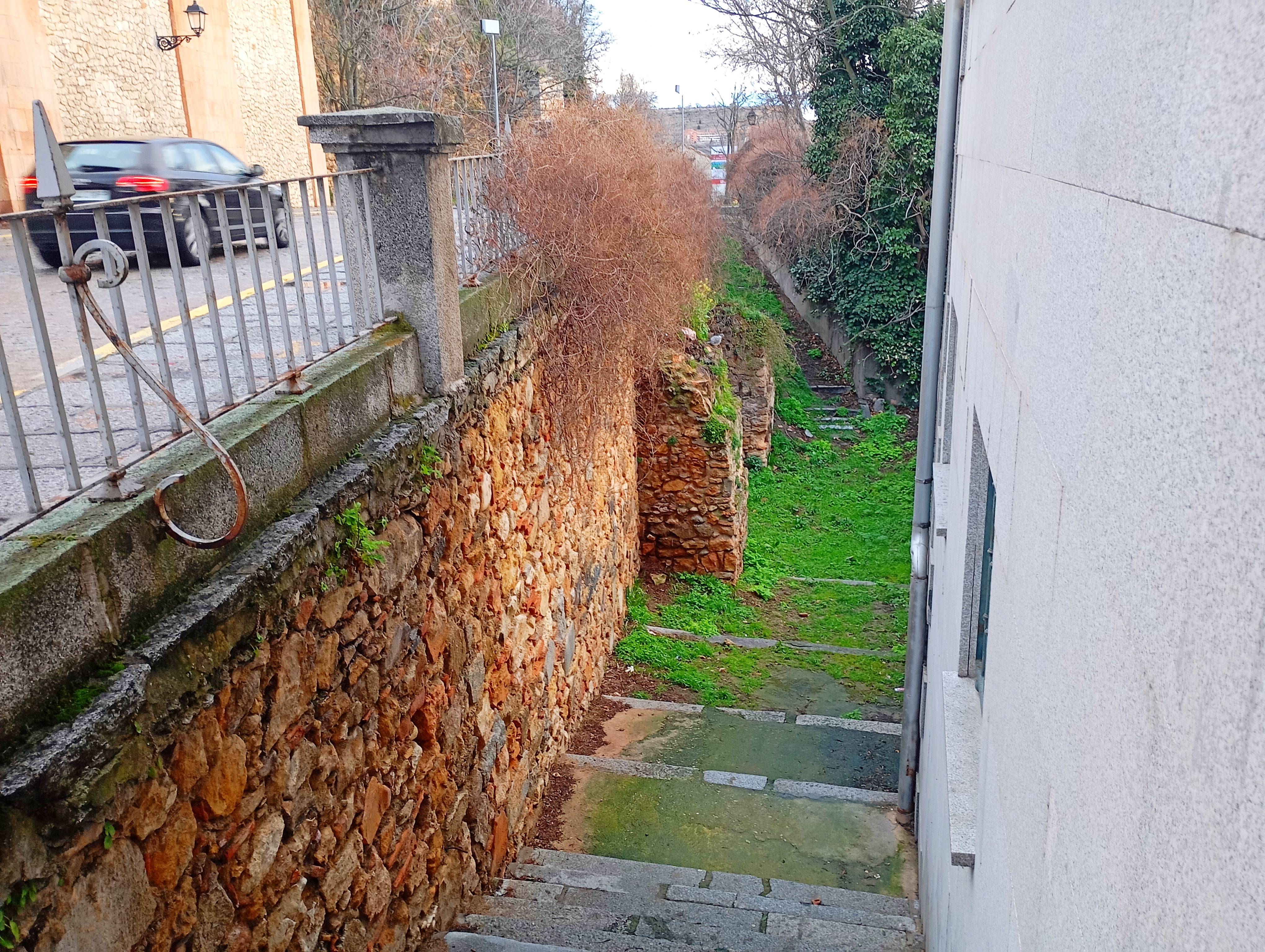
Restos de la Calle de la Resolana, ocultos junto al paseo de Santo Domingo de Guzmán

Existió también una «calle de la Resolana», que conectaba esta plaza con la calle de San Juan en lo que ahora serían las escaleras de la calle de la Escalinata y unos de los laterales del paseo de Santo Domingo de Guzmán, pero desapareció con el paso del tiempo. Sáez y Romero, en aquellas mismas páginas, decía lo siguiente:

Resolana.—Va desde la calle de San Juan a la plazuela de la Resolana. De ésta toma el nombre, pues de otro modo sería una paradoja llamar «resolana» a una calle sombría y al norte, empotrada entre el petril de la carretera que allí comienza en dirección a Arévalo y las pocas casas que tienen sol, pero a la parte opuesta, la que mira a la calle de Gascos y caminos que salen del Azoguejo. Se llega a la calle por unas escaleras y la vía no tiene más servicio que el de los vecinos de las cuatro o cinco viviendas que hay en ella.
(Sáez y Romero, 1918a, p. 146)